# Ombo
Ombo er en ø i Boknafjorden i Ryfylke i Rogaland fylke i Norge. Den har et areal på 57,51 km² og er den næststørste ø i fylket. Ombo er delt mellem kommunerne Hjelmeland og Finnøy og ligger nord for Randøy. Højeste punkt er Bandåsen, 515 moh.
Rundt om Ombo ligger Ombofjorden mod øst, Gardssundfjorden mod syd, Vestre Ombofjorden mod vest og Jelsafjorden mod  nord.
Efter at vejen på Ombo blev bygget blev en særegen fjeldformation synlig fra den nye vej. Formationen ser ud som et ansigt i profil og blev oprindelig kaldt Adam, eller blandt de lokale indbyggere «Ombo-Gubben».
Ombo har flere småsteder, blandt andet Jørstadvåg, Tuftene, Skipavik, Skår, Vestersjø, Atlatveit og Eidssund. 

## Naturforhold
Med sit forholdsvis store areal og beskedne befolkning er Ombo den eneste af øerne i Rogaland som har et vist vildmarkspræg. Det indre af øen er for en stor del dækket af fyrreskov, men rigere løvskov forekommer også. Øen har flere store søer. Dyrelivet er forholdsvis rigt, med en lille  stamme af elg men også  kronhjort og rådyr.

## Færge og hurtigbåd
For at komme til Ombo må man tage færge eller hurtigbåd til Eidssund eller Skipavik. 
Der går færge til Eidssund fra Judaberg, Halsnøy, Helgøy, Nord-Hidle, Nedstrand, Hebnes, Foldøy og Jelsa. 
Der går færge til Skipavik fra Nesvik og Hjelmeland.
Ombo har også gode hurtigbådsforbindelser med anløb  flere gange daglig.